# Emil von Dungern
Emil von Dungern (Würzburg, 26 settembre 1867 – Ludwigshafen am Bodensee, 4 settembre 1961) è stato uno scienziato e ricercatore tedesco, celebre per la scoperta, insieme al suo collega Ludwik Hirszfeld, dell'ereditarietà dei gruppi sanguigni A,B e 0.
Emil ha frequentato il liceo fino al 1887 a Freiburg e ha continuato i suoi studi all'università prima di Monaco e poi di Berlino e dopo la laurea in medicina ha ricevuto l'abilitazione per l'insegnamento che ha esercitato a Friburgo dove è stato docente fino al 1902.
In seguito dal 1906 al 1913 è stato direttore del dipartimento di biologia dell'istituto di ricerca sperimentale per il cancro di Heidelberg.

## Studi e ricerche effettuate
Von Dungern viene ricordato in particolare insieme al suo sottoposto e collega Ludwik Hirszfeld per le pubblicazioni inerenti all'ereditarietà dei gruppi sanguigni, che hanno aperto la strada a molti altri scienziati e hanno portato a nuove intuizioni nel campo della determinazione della paternità. Egli ha inoltre sviluppato una significativa attività di ricerca nel campo dell'immunologia e della ricerca per il cancro.

### Esperimento con Hirszfeld
Il campo della genetica si ampliò in seguito alle scoperte di von Durgen e di Hirszefeld i quali, nel 1911 studiando attentamente i sieri anti-A (da soggetti di gruppo B) dimostrarono che il gruppo A poteva essere ulteriormente suddiviso in due sottogruppi A1 (il più numeroso, circa l'80%) e A2 (circa il restante 20%).
A loro si deve inoltre la rinominazione in gruppo 0 del gruppo sanguigno c catalogato da Landsteiner. Questa nuova nomenclatura prevedeva quindi di assegnare a ogni gruppo sanguigno una lettera inerente all'agglutinogeno presente sui rispettivi eritrociti.
Queste scoperte immunologiche ebbero un risvolto pratico per stabilire la compatibilità dei vari gruppi, riducendo i rischi di mortalità nell'impiego della trasfusione, che incominciò ad essere effettuata con regolarità.

## Esperimenti sull'immunizzazione passiva
Egli fece anche esperimenti sull'immunizzazione passiva che consiste nel proteggere l'organismo dalle malattie, iniettando in esso anti tossine.
Allo scopo di chiarire il comportamento di tali sostanze estranee nel corpo degli animali furono trattati nel modo suddetto e furono presi in tempi diversi esemplari del loro sangue per analizzarne la quantità di anticorpi contenuti. È probabilissimo che le sostanze estranee introdotte vengano eliminate da altre prodotte dall'animale nel quale sono state iniettate, come dimostrano i suoi esperimenti. Egli iniettò siero di sangue di un granchio di mare (Maja squinado) entro le vene di un coniglio ed osservò che dopo tre ore esso era pressoché scomparso (in questo caso era sceso sotto il 25%.) Poi introdusse una quantità eguale di siero di Maja nel sangue del coniglio e trovò che non si riduceva al 25% se non dopo sei ore.
Risultati ancor più sorprendenti furono ottenuti quando il coniglio aveva ricevuto una dose moderata di siero di polipo (Octopus vulgaris) 2,5 ore prima dell'iniezione di siero di Maja, perché allora esso non scendeva in due giorni che del 50% circa.
Le sostanze che neutralizzano il siero di Maja dovevano quindi essere legate od ostacolate nella loro azione dal siero di Maja, o, più ancora, da quello di Octopus, che erano iniettati due o tre ore prima del siero sul quale si sperimentava.
Il caso diventa ancor più complicato considerando che il coniglio, nell'ultimo periodo, secerne nel sangue una precipitina capace di combinarsi col siero di Maja e di precipitarlo. Questa sostanza non compare in quantità sensibile durante la prima ora dopo l'iniezione, ma richiede un tempo considerevole di incubazione. Von Dungern collegò la rapida sparizione del siero di Maja dai vasi sanguigni del coniglio con la capacità di secernere la precipitina specifica.